# Lusten
Lusten är en sjö belägen ostnordost om Deje och sydväst om Mölnbacka i Forshaga kommun i Värmland och ingår i Göta älvs huvudavrinningsområde. Sjön är 8 meter djup, har en yta på 3,37 kvadratkilometer och befinner sig 52 meter över havet. Sjön avvattnas av vattendraget Tjärnsälven (Näsälven).
Lusten har en förgrening till Klarälven. Nära Lusten ligger Pannkakans naturreservat.

## Fiske
I Lusten förekommer lax, öring, gädda, abborre, lake och ål. Gäddor som mäter över 100 centimeter förekommer..

## Fåglar
På 1970- och 1980-talen förekom arktiska vadarfåglar vid Lusten. De rastade på timret som täckte hela sjön.

## Historik

### Kanal till Klarälven
Lusten låg vid sidan av Klarälvens fåra, när en av traktens godsherrar i början av 1700-talet lät gräva en kanal i sin herrgårdspark, belägen mellan älven och sjön. En kraftig vårflod på 1760-talet fördjupade fåran genom parken och vidare ut i sjön. I den sandiga jordmånen vidgades den smala kanalen snabbt till en bred älvfåra. Därigenom blev Lusten en del av Klarälvens vattensystem.

### Flottning
Sjön Lusten användes fram till 1980-talets slut, då timmerflottningen upphörde, som magasin och skiljeställe för timmer. Vid Lusten sorterades timret efter vilken industri det skulle gå till. Virke med adress i Karlstadsområdet buntades och bogserades av de så kallade Lustenbåtarna med namn efter sjön.

## Delavrinningsområde
Lusten ingår i delavrinningsområde (661434-137138) som SMHI kallar för Utloppet av Lusten. Medelhöjden är 80 meter över havet och ytan är 20,89 kvadratkilometer. Räknas de 9 avrinningsområdena uppströms in blir den ackumulerade arean 288,89 kvadratkilometer. Tjärnsälven (Näsälven) som avvattnar avrinningsområdet har biflödesordning 2, vilket innebär att vattnet flödar genom totalt 2 vattendrag innan det når havet efter 272 kilometer. Avrinningsområdet består mestadels av skog (55 procent) och öppen mark (12 procent). Avrinningsområdet har 3,38 kvadratkilometer vattenytor vilket ger det en sjöprocent på 16,2 procent. Bebyggelsen i området täcker en yta av 0,21 kvadratkilometer eller 1 procent av avrinningsområdet.